# (29908) 1999 JP3
A (29908) 1999 JP3 a Naprendszer kisbolygóövében található aszteroida. A LINEAR projekt keretében fedezték fel 1999. május 6-án.